# Timothy Roe
Timothy "Tim" Roe (né le 28 octobre 1989 dans le Comté de Glenelg) est un coureur cycliste australien.

## Biographie
Fin 2010, il signe un contrat de deux ans pour sa première saison au haut-niveau avec l'équipe américaine BMC Racing.
À l'issue de la saison 2014, il s'engage avec la formation Drapac.

## Palmarès
- 2008
  - Mersey Valley Tour :
    - Classement général
    - 2e étape

  - 4e étape du Tour du Gippsland
  - 2e du Tour du Gippsland
- 2009
  - Tour des Grampians Sud :
    - Classement général
    - 1re étape

  - 2e et 3e étapes du Mersey Valley Tour
  - Jelajah Malaysia :
    - Classement général
    - 7e étape

  - 6e et 7e étapes du Tour de Corée
  - 3e du Tour de Wellington
  - 3e du Mersey Valley Tour
  - 3e du Tour de Corée
- 2010
  - 2e du Tour de Thuringe
- 2012
  - 1re étape du Tour du Trentin (contre-la-montre par équipes)
- 2013
  - Romsée-Stavelot-Romsée
- 2014
  - 2e étape du Tour de Perth
  - Classement général du Tour du Gippsland
  - 2e du Tour de Perth
  - 2e du National Road Series
  - 3e du Tour de Toowoomba
  - 3e du Tour de Tasmanie
- 2017
  - 1re étape de la New Zealand Cycle Classic
  - 1re (contre-la-montre par équipes) et 4e étapes de la Battle Recharge
- 2022
  - Classement général du Tour de Bright

## Classements mondiaux
| Année            | 2009 | 2010 | 2011 | 2012 | 2013 | 2014 | 2015 | 2016 | 2017 |
| ---------------- | ---- | ---- | ---- | ---- | ---- | ---- | ---- | ---- | ---- |
| UCI America Tour |      |      |      |      |      | 396e |      |      |      |
| UCI Asia Tour    | 25e  |      |      |      |      |      |      |      | 93e  |